# Qui Nhon

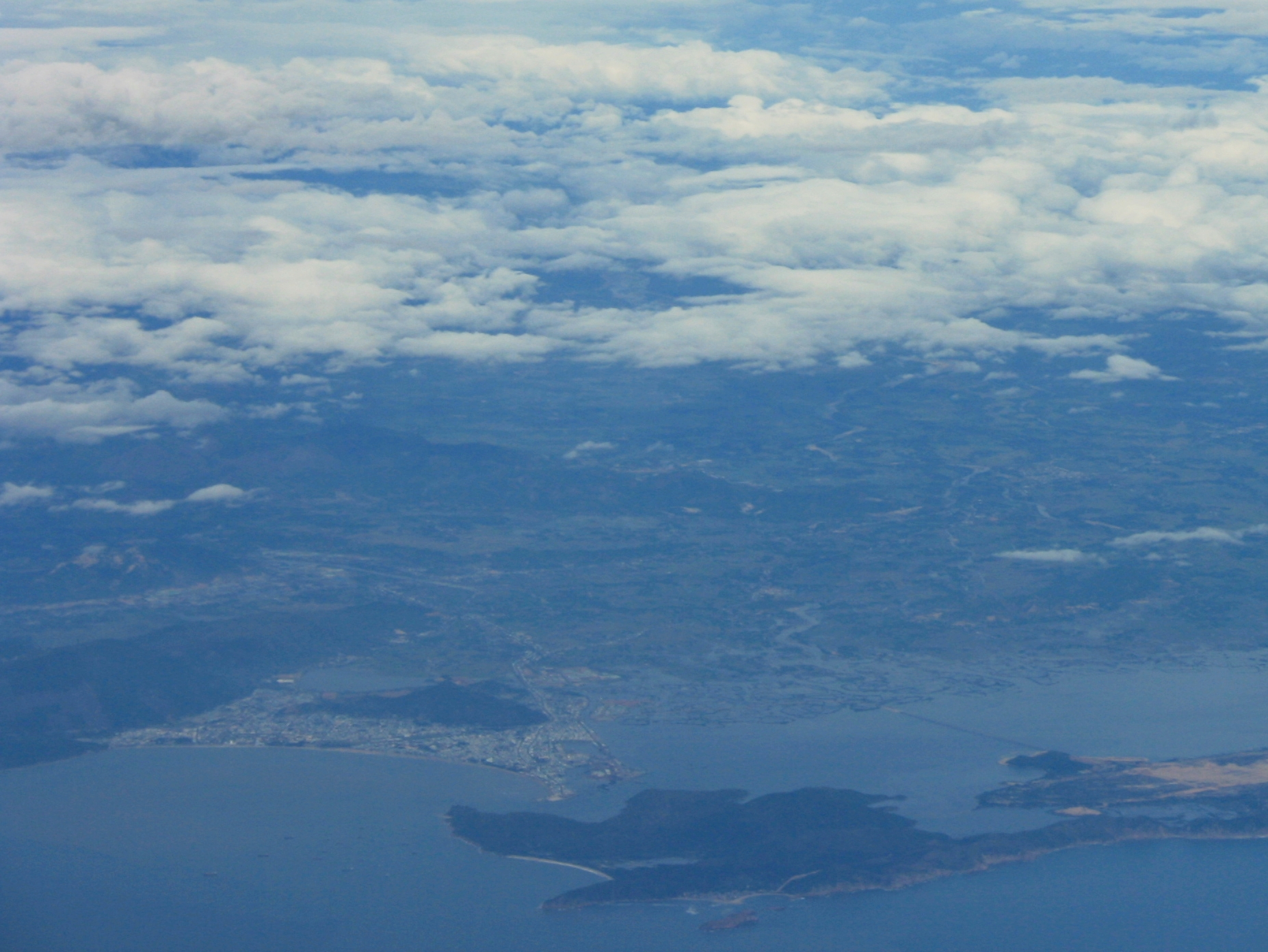
Flygfoto över Qui Nhon.

Qui Nhon (på vietnamesiska Qui Nhơn) är en stad i Vietnam och är huvudstad i provinsen Binh Dinh. Folkmängden uppgick till 280 535 invånare vid folkräkningen 2009, varav 255 463 invånare bodde i själva centralorten.